# Kolegium Trójcy Świętej w Cambridge
Kolegium Trójcy Świętej w Cambridge, Kolegium Świętej Trójcy w Cambridge (ang. Trinity College Cambridge) – jedno z kolegiów brytyjskiego Uniwersytetu w Cambridge.
Oficjalna (w praktyce nieużywana) nazwa to College of the Holy and Undivided Trinity within the Town and University of Cambridge, of King Henry the Eighth's Foundation (Kolegium Świętej i Niepodzielnej Trójcy w Mieście i na Uniwersytecie Cambridge, Fundacji Króla Henryka VIII). Potocznie jest nazywane Trinity.
Jest to najbogatsze spośród wszystkich kolegiów w Cambridge – jego kapitał żelazny (endowment) 30 czerwca 2018 wyniósł 1464 miliony funtów. Pod względem liczby studentów ustępuje tylko Kolegium Homerton.

## Historia

### Utworzenie
Kolegium Trójcy Świętej zostało ufundowane przez króla Anglii Henryka VIII. Akt powołania tej instytucji nosi datę 19 grudnia 1546.
Przejęcie przez Koronę majątków klasztornych w 1539 roku podkopało podstawy finansowe uniwersytetów w Cambridge i Oksfordzie. Utrudniło też ich funkcjonowanie, gdyż wielu studentów niebędących członkami kolegiów zamieszkiwało w klasztorach i domach prowadzonych przez zakony. Akt Parlamentu z 1544 umożliwiał królowi rozwiązanie każdej instytucji i przejęcie jej majątku. Część dworzan zaczęła wówczas doradzać Henrykowi sięgnięcie po majątek obydwu uniwersytetów. Spowodowało to kontrakcję zaniepokojonych szefów kolegiów w Cambridge, którzy poprzez związanych z uniwersytetem członków dworu starali się przekonać króla do zaniechania planów jego rozwiązania. Do ostatecznego sukcesu obrońców Cambridge przyczyniła się bardzo królowa Katarzyna Parr, która doradziła Henrykowi zachowanie uniwersytetów jako miejsca kształcenia kleru dla utworzonego przez niego Kościoła Anglii. Podsunęła mu też myśl stworzenia kolegium potężniejszego od wszystkich dotychczasowych, będącego znakiem nowych czasów.
Kolegium powstało z połączenia dwóch starszych kolegiów (King’s Hall oraz Michaelhouse) oraz siedmiu hosteli (Catherine’s, Garratt, Gregory’s, Ovyng’s, Physwick, St Margaret’s i Tyler’s). Kolegium King’s Hall zostało ufundowane w roku 1317 przez króla Edwarda II, a formalny akt jego utworzenia wydał jego syn, Edward III, w roku 1337 . O tego czasu King’s Hall stało się najpotężniejszym i najsilniej związanym z dworem królewskim kolegium w Cambridge. Cechy te odziedziczyło po nim Trinity. Kolegium Michaelhouse (formalnie: Kolegium Trójcy Świętej, Maryi Dziewicy, Świętego Michała i Wszystkich Świętych) ufundował 27 września 1324 Hervey de Stanton, kanclerz skarbu Edwarda II. Ostatni dyrektor (Warden) King’s Hall – John Redman – został pierwszym dziekanem (Master) Kolegium Trójcy Świętej. Wykładowcy rekrutowali się nie tylko z połączonych kolegiów, ale też z pozostałych instytucji w Cambridge, zwłaszcza z St John’s College (jego wychowankami było pierwszych czterech dziekanów Trinity).
Jako cele działalności uczelni w dokumencie założycielskim wymieniono: wzmacnianie i utrwalanie prawdziwej Religii Chrześcijańskiej; wykorzenianie błędów i fałszywych poglądów; wzrost pobożności i dobrego wykształcenia; naukę języków; kształcenie w młodzieży pobożności, cnót, dobrych manier i wiedzy; pomoc biednym i potrzebującym. Od pozostałych kolegiów Cambridge Trinity miał odróżniać powiewający nad nim królewski sztandar oraz powoływanie jego dziekana bezpośrednio przez Koronę.
Król zapewnił kolegium utrzymanie, przyznając mu dotację w wysokości 1600 funtów rocznie i obdarowując je gruntami. W pierwszym roku działalności przychody finansowe Trinity wyniosły 2048 funtów (co odpowiada ok. 35 000 000 funtów z roku 2015 ).

### Pierwsze lata działalności
Tworząc Kolegium Trójcy Świętej, Henryk VIII powołał do niego łącznie 60 wykładowców i studentów. Liczba członków stopniowo rosła. Statut Elżbiety I nakazywał przyjęcie w poczet członków kolegium już 60 wykładowców (fellows) i 60 studentów (scholars). 8 listopada 1552 roku kolegium otrzymało swój pierwszy statut z rąk Edwarda VI. Kolejny statut powstał za panowania królowej Marii (1554), jednak nie został opieczętowany przed jej śmiercią. Stał się za to podstawą do opracowania za panowania Elżbiety I kolejnego statutu – z 29 marca 1560 – który pozostał niezmieniony aż do czasów królowej Wiktorii. Aż do tej zmiany (24 lutego 1882) ciało zarządzające kolegium tworzył dziekan wraz z ośmioma najstarszymi wiekiem wykładowcami (Seniority). Członkowie Senioratu zajmowali w nim miejsce jedynie z racji wieku, bez względu na poziom intelektualny ani zasługi dla kolegium.
W okresie, gdy powstawało Kolegium Trójcy Świętej, zmieniał się skład społeczny studentów uniwersytetu: podczas gdy wcześniej wśród pobierających nauki dominowali synowie biedniejszych rodzin aspirujący do wejścia do stanu duchownego, od czasów Henryka VIII przybywało potomków średniej wielkości posiadaczy ziemskich oraz rodzin prawniczych. Oprócz członków kolegium nauki pobierali w nim także studenci niestowarzyszeni. Dzielili się oni na kilka kategorii: pensioners studiowali za ustaloną roczną opłatą; fellow-commoners płacili podwójnie, ale zyskiwali pewne przywileje (np. prawo jadania przy jednym stole z wykładowcami); sizars byli zwolnieni z części opłat w zamian za wykonywanie określonych prac na rzecz kolegium i innych studentów; wreszcie subsizars w zamian za pracę zwolnieni byli w ogóle z opłat. Niezależnie od statusu materialnego i idącej z nim w parze przynależności do którejś z wymienionych grup, wszyscy studenci podlegali takim samym wymogom i dyscyplinie. Wszyscy też mieli równe szanse na ukończenie studiów. Przykładem z późniejszego okresu może być Isaac Newton, który rozpoczynał studia jako subsizar, aby zostać jednym z najsłynniejszych absolwentów i wykładowców. Kolegium Trójcy Świętej różniło się od innych kolegiów mniej rygorystyczną segregacją sizars od pozostałych studentów: nie musieli oni nosić odmiennych tog i mieli możliwość dzielenia pokoju z pensioners.
Wykładowcy (fellows) zobowiązani byli w ciągu siedmiu lat od ukończenia studiów przyjąć święcenia duchowne i utrzymywać celibat. Zasada ta dotyczyła również dziekana, jednak zwyczajowo król udzielał mu zgody na małżeństwo, aby żona mogła czynić honory gospodyni w jego apartamentach (Master’s Lodge). Wszyscy nauczyciele akademiccy (z wyjątkiem dwóch wykładowców prawa i dwóch medycyny) zobowiązani byli studiować teologię. Według statutu z 1554 roku wykładowców dzielono na większych (major fellows, posiadających stopień Master of Arts) i mniejszych (minor fellows, ze stopniem bakałarza) .
Tutorzy (tutors) pełnili w tym czasie funkcję dużo ważniejszą niż obecnie – można porównać ją z zadaniami współczesnych supervisors i directors of studies. Byli to zwykli wykładowcy mający pod swoją opieką dwóch lub trzech studentów, których przydzielał im dziekan lub z którymi (lub ich rodzicami) umawiali się osobiście. Każdy student, który nie osiągnął jeszcze stopnia Master of Arts, musiał mieć swojego tutora niezależnie od stanu materialnego i statusu członkostwa kolegium. Rolą tutorów było czuwanie nad postępami w nauce i zachowaniem studenta, udzielanie mu lekcji oraz pomoc w wyborze kierunków studiów. Studenci zwykle mieszkali razem ze swymi tutorami i łączyły ich bliskie, nieraz wręcz osobiste stosunki. Ponieważ wielu rozpoczynających studia miało po 13-14 lat, tutorzy zastępowali im rodziców w procesie wychowawczym.
Za czasów urzędowania dziekana Whitgifta (1567–1577) liczba przyjęć nowych studentów do Trinity College osiągnęła poziom odwiecznego rywala, St. John’s College (ponownie udało się zrównać ze St John’s dopiero w połowie XVIII wieku).
Przetaczające się w XVI wieku przez Anglię konflikty religijne nie ominęły Trinity. W 1547 roku usunięto ze starej kaplicy King’s Hall „wszelkie ślady papizmu”. Według statutu z 1552 roku dziekan i wykładowcy musieli przysięgać pozostanie wiernymi wierze protestanckiej. Drugi dziekan kolegium, William Bill, został odwołany z urzędu przez królową Marię za brak akceptacji dla restauracji katolicyzmu. Powrócił wkrótce po objęciu tronu przez Elżbietę I, która z kolei odwołała jego katolickiego następcę, Johna Christophersona. W roku 1565 należący do kolegium purytanie wybili wszystkie szyby w oknach kaplicy. Z kolei wpływowy wykładowca, Cartwright, przywódca stronnictwa prezbiteriańskiego, doprowadził do buntu wśród studentów, którzy pod wpływem jego kazań zrzucili noszone obowiązkowo komże jako „odrażający relikt czasu przesądów”.

### Okres Nevile’a
Do czasu objęcia przez Nevile’a urzędu dziekana w lutym 1593 roku Trinity College było bezładnym zlepkiem budynków, powstałym przede wszystkim z połączenia zabudowań King’s Hall i Michaelhouse. Przebudowa dokonana za jego urzędowania stworzyła zręby kolegium w jego dzisiejszym kształcie. W okresie Nevile’a Trinity zaczęło stopniowo zyskiwać przewagę pod względem wielkości i znaczenia nad swoim rywalem – St John’s College.
Pierwszy etap prac zarządzonych przez Nevile’a polegał na stworzeniu Wielkiego Dziedzińca (Great Court). By pozyskać odpowiednio dużą przestrzeń, trzeba było wyburzyć zajmujące jego dzisiejszą północną część budynki, wzniesione w większości jeszcze w czasach King’s Hall. Pozostawiono jedynie wieżę zegarową, którą jednak przesunięto na północny zachód (z miejsca, gdzie dziś znajduje się zegar słoneczny). Od strony zachodniej Dziedziniec został zamknięty przez refektarz (Hall), dobudowany do apartamentów dziekana, oraz połączoną z nim kuchnię. Przestrzeń na południową część Dziedzińca uzyskano wyburzając szereg budynków stojących wzdłuż przebiegającej tam ulicy. Na środku Dziedzińca wybudowana została fontanna. W celu sfinansowania prac zaciągnięto pożyczkę na olbrzymią w tamtych czasach sumę 3000 funtów.
W kolejnym etapie rozbudowy powstał mniejszy dziedziniec, nazywany dziś Dziedzińcem Nevile’a (Nevile's Court). Prace dziekan sfinansował z własnej kieszeni.
W czasach Nevile’a jedną z ulubionych rozrywek członków Kolegium było pisanie i granie sztuk teatralnych. Rolę teatru pełnił wzniesiony już wcześniej budynek znajdujący się na tyłach Master’s Lodge, od strony rzeki – Comedy Room. Został on rozebrany w XIX wieku. Jego pozostałością jest mur dzisiejszego ogrodu dziekana, który niegdyś był południową ścianą teatru.
Od czasów urzędowania Nevile’a datuje się zwyczaj, że brytyjscy monarchowie odwiedzający Cambridge zatrzymują się w apartamentach dziekana. Podobne zwyczajowe prawo mieli także od tego czasu królewscy sędziowie dokonujący objazdów (judges on assize).
Na początku XVII wieku w Trinity studiowało wielu przyszłych wybitnych literatów, zwłaszcza poetów metafizycznych: między innymi George Herbert (wstąpił do Kolegium w 1609), John Suckling (1623), Andrew Marvell (1633), Abraham Cowley (1637) oraz John Dryden (1650).

### Kryzys lat 1642-62
Wydarzenia angielskiej wojny domowej wpłynęły negatywnie na działalność Uniwersytetu i Kolegium. Ponieważ większość studentów i wykładowców była stronnikami króla, podczas gdy władze miasta i jego mieszkańcy opowiedzieli się za Parlamentem, tlący się od wieków konflikt między obydwiema stronami (ang. Town and Gown; pol. Miasto i Toga) przybrał znacznie na sile. O przewadze miasta decydowała obecność żołnierzy Cromwella (skądinąd absolwenta Uniwersytetu). Nie wykluczano starcia zbrojnego – spodziewający się go Uniwersytet zamówił w Londynie pewną ilość broni, której większość przechwyciły władze Cambridge, ale część zdołało przejąć Trinity. Ostatecznie jednak zaniechano planów oporu i Cambridge, w odróżnieniu od Oxfordu, uniknęło walk, choć skoszarowano w nim część wojsk Cromwella.
Straty materialne poniesione przez Trinity podczas wojny nie były wielkie: zburzono most nad rzeką Cam, a w kaplicy usunięto zmiany przeprowadzone w poprzednich latach w duchu anglikańskiego episkopalizmu i zniszczono cztery wizerunki cherubinów. Ważniejsze były straty osobowe: najpierw w 1643 usunięto z kolegium 40 wykładowców, którzy odmówili poparcia dla porozumienia Solemn League and Covenant, zawartego między parlamentem a szkockimi kowenancjonistami. W 1645 usunięto z tego samego powodu dziekana, Thomasa Combera. Łącznie spośród 73 wykładowców, którzy byli członkami kolegium w 1542, usunięto około 50 . Mimo tych perturbacji średnia liczba przyjmowanych co roku studentów wyniosła w latach 1640-49 49, a w latach 1650-59 – 45, a więc więcej niż ich przyjmowano w pod koniec XVII i w XVIII wieku 
Pozytywnym wydarzeniem tego okresu było zainicjowanie przez wykładowcę Trinity, Johna Raya, intelektualnego ruchu „filozofów przyrody”. Ruch ten odgrywał dużą rolę w dalszej historii Uniwersytetu, a jego najwybitniejsi przedstawiciele wywodzili się z Trinity. Innym intelektualnym nurtem owego czasu wywodzącym się z Uniwersytetu w Cambridge, w którym znaczącą rolę odegrali członkowie Kolegium, był teologiczny ruch platonistów.

### Okresrestauracjiirewolucji
Odzyskanie tronu przez Karola II wiązało się z kolejnymi czystkami wśród wykładowców. Nie były one jednak tak głębokie, jak wcześniejsze, a wielu spośród zwolnionych stronników Parlamentu i purytan po pewnym czasie ponownie przyjęto do Kolegium.
W roku 1661 naukę w Trinity rozpoczął jego najsłynniejszy absolwent – Isaac Newton. W roku 1667 został on wykładowcą Kolegium, a już w roku 1669, w wieku 26 lat otrzymał stanowisko Lucasian Professor of Mathematics, którego zrzekł się na jego rzecz Isaac Barrow – inny absolwent, wykładowca i przyszły dziekan Trinity. Newton wykładał w Trinity do 1696. W tym okresie (1687) opublikował swoje Philosophiae naturalis principia mathematica.
Inną, poza docenieniem Newtona, zasługą Isaaca Barrowa było doprowadzenie do budowy Biblioteki Wrena. Barrow zwrócił się do słynnego architekta osobiście z prośbą o zaprojektowanie biblioteki, a ten podjął się tego zadania, nie pobierając za to wynagrodzenia. Ostateczny projekt gotowy był w 1676, a budowę ukończono w 1695.
Po śmierci Barrowa (1677) Kolegium zaczęło podupadać – zmniejszyła się liczba przyjęć nowych studentów i obniżyła się ich dyscyplina. Był to skutek obniżenia jakości wykładowców związany z mianowaniem na tę funkcję przez króla dworskich faworytów. Chociaż kres temu procederowi położyła Rewolucja (1688), musiała minąć jeszcze dekada, zanim udało się podnieść poziom jakości kształcenia i dyscypliny.

### Rządy Richarda Bentleya
Okres, gdy dziekanem był wybitny filolog klasyczny Richard Bentley, wyróżnia się w historii kolegium zarówno ze względu na jego długość, jak i na związane z nim burzliwe wydarzenia oraz mające dalekosiężne skutki rozszerzenie pola działalności naukowej Trinity.
Od pierwszych miesięcy urzędowania znany z kłótliwości, porywczości, rozrzutności oraz żądzy władzy i pieniędzy Bentley wszedł w konflikt z Senioratem, a następnie z większością wykładowców. Swoją nowoczesną, jak na owe czasy, ideę rozszerzenia przedmiotów badań i wykładów, w tym zwłaszcza o nauki przyrodnicze, starał się Bentley wprowadzić w życie nie licząc się z żadnymi sprzeciwami ani z obowiązującym statutem Kolegium: część przepisów ignorował, a inne, od dawna martwe, przywracał do życia, by niszczyć nimi przeciwników; w walce z oponentami pomagało mu wsparcie ze strony dworu. Z biegiem czasu doszło do głębokiego poddziału wśród wykładowców i studentów na jego zwolenników i przeciwników, co bardzo negatywnie wpływało nie tylko na atmosferę panującą w Trinity, ale także na poziom nauczania. Utrącanie karier akademickich wychowanków swoich oponentów przez Bentleya spowodowało zmniejszenie zainteresowania studiami w Trinity: w ostatniej dekadzie jego urzędowania liczba przyjęć nowych studentów była mniejsza niż w pierwszej . W latach 1710–14 oraz 1728-34 Bentley stawał przed sądem biskupa Ely, oskarżany przez grupy wykładowców o takie występki, jak malwersacje finansowe czy nadużywanie władzy. Za każdym razem opinia biskupa była dla  Bentleya niekorzystna i zawsze unikał jej niekorzystnych skutków w postaci decyzji o odwołaniu z urzędu: za pierwszym razem z powodu śmierci biskupa przed formalnym wydaniem wyroku, za drugim razem – na skutek odmowy przez wicekanclerza jego wykonania. Jednak ze względu na ten drugi wyrok, na nagrobku Bentleya w kaplicy nie ma wzmianki o jego stanowisku dziekana .
Zasługami Bentleya dla Trinity były, obok wprowadzenia studiów przyrodniczych i orientalistycznych, budowa obserwatorium astrononomicznego i zorganizowanie laboratorium chemicznego. Obok Newtona, z którym zresztą się przyjaźnił, to właśnie Bentleyowi przypisuje się wyniesienie Trinity na najwyższy poziom w dziedzinie nauk przyrodniczych. Choć za jego rządów nie wzniesiono żadnych nowych budynków, zadbał on o stan budowli już istniejących: przebudowano i zmieniono wystrój apartamentów dziekana, odnowiono refektarz i urządzono na nowo wnętrze kaplicy (z tego czasu pochodzą jej współczesne organy). Rozbudowa klatki schodowej Master’s Lodge przeszła do historii kolegium z powodu kosztów, jakie pochłonęła, oraz awantury, jaką wywołała.

### Druga połowa XVII wieku
Ostatnie 60 lat XVII w. było w historii Trinity okresem względnego zastoju, podobnie jak w pozostałych kolegiach Cambridge i Oxfordu. Poziom wykładowców był niski, a wielu z nich nie zajmowało się ani kształceniem, ani prowadzeniem badań. Znacznie zmalała rola tutorów (co po części wynikało ze starszego niż wcześniej wieku rozpoczynających studia) – w roku 1755 było ich tylko dwóch w całym Kolegium. Niemal cały wysiłek kształcenia studentów spadł na barki owych dwóch tutorów oraz na prywatnych nauczycieli spoza Kolegium, gdyż profesorowie i starsi wykładowcy zaprzestali wykładania swych przedmiotów. W latach 1786–87 doszło do przesilenia, gdy grupa dziesięciu młodszych wykładowców wystąpiła przeciwko dziekanowi i Senioratowi – powodem był fakt głosowania nad przyjęciem nowych wykładowców bez ich wcześniejszego przeegzaminowania. Buntownicy uzyskali wsparcie Korony, która wymogła na Senioracie postępowanie w zgodzie ze statutem, co wpłynęło pozytywnie na poziom kadry Kolegium – od tej pory nie zdarzało się już zatrudnianie wykładowców jedynie dzięki protekcji. Kryzys ten zapoczątkował zmiany na lepsze zarówno w Trinity, jak i w całym Uniwersytecie.
W latach 60. Kolegium zatrudniło francuskiego rzeźbiarza Louis-François Roubiliaca, który wykonał marmurowe popiersia dla biblioteki oraz posąg Newtona z przedsionka Kaplicy.
Około 1775 roku po raz pierwszy odnotowano w Trinity istotną obecność studentów zagranicznych: stanowili oni 7-8% wszystkich uczących się. Od końca XVIII wieku daje się zauważyć podnoszenie się poziomu standardów akademickich: w roku 1789 nowy dziekan, Thomas Postlethwaite, wprowadził egzaminy dla starających się o stanowisko wykładowcy, a rok później obowiązkowe egzaminy objęły studentów drugiego roku .

### Wiek XIX
W latach 1823–25 miała miejsce ostatnia rozbudowa głównego kompleksu budynków Kolegium: w jego południowej części wybudowano Nowy Dziedziniec (ang. New Court). Zapoczątkowała ona falę podobnych przedsięwzięć innych kolegiów, m.in. St John’s.
Statut z roku 1860 znosił obowiązek przyjmowania święceń przez wykładowców i ułatwiał im uzyskanie zgody na zawarcie małżeństwa. Celibat wykładowców zniesiono ostatecznie w roku 1882 . Nowy statut z tegoż roku likwidował Seniorat i ograniczał władzę dziekana na rzecz Rady (Council), której część członków pochodziła z wyborów.
W drugiej połowie XIX wieku zwiększyła się w Trinity liczba kierunków studiów: w roku 1858 przyznano stypendium dla studiujących astronomię, a w 1867 zaczęto przyjmować jako członków Kolegium studentów języków orientalnych, prawa międzynarodowego i nauk przyrodniczych. W tym okresie Trinity zyskało zdecydowany prymat wśród pozostałych kolegiów. Utraci go dopiero w wieku następnym, ale nie na skutek obniżenia poziomu nauczania, a w efekcie jego wzrostu w całym Uniwersytecie oraz procesu stopniowej utraty znaczenia kolegiów na rzecz Uniwersytetu jako całości.

### Wiek XX i początek XXI
Podczas I wojny światowej w krużgankach Dziedzińca Nevile’a urządzono szpital polowy, a pokoje Nowego Dziedzińca zajęli kadeci szkoły wojskowej.
W 1926 Kolegium otrzymało kolejny statut. Zgodnie z nim funkcja dziekana przestała być dożywotnia, podobnie jak stanowiska wykładowców. Wykłady przestały odbywać się w kolegium, ale zaczęły być prowadzone przez poszczególne wydziały dla wszystkich studentów uniwersytetu.
W 1975 zmieniono statut kolegium, by umożliwić przyjmowanie kobiet w poczet jego członków. W roku 1976 przyjęto pierwsze studentki studiów magisterskich, a w 1978 – studiów licencjackich. W roku 1977 po raz pierwszy wybrano kobietę jako wykładowcę Trinity .
W 2013 po raz pierwszy dziekan Kolegium został wyłoniony w wyborach i jedynie nominalnie mianowany przez Koronę .

## Współczesność

### Działalność edukacyjna
W roku akademickim 2016/17 w Trinity College studiowało 972 studentów: 731 na studiach licencjackich (bachelor), 55 na  studiach magisterskich (master) oraz 186 na studiach doktoranckich. Ich kształceniem zajmowało się ponad 180 wykładowców. Około 20% studentów (2013) wywodzi się spoza Wielkiej Brytanii . Kolegium przyjmuje studentów wszystkich kierunków dostępnych na Uniwersytecie.
Według rankingu Tompkins Table szeregującego kolegia Uniwersytetu w Cambridge według wyników uzyskiwanych od roku 1997 na egzaminach przez ich członków będących studentami studiów licencjackich, Trinity zajęło w 2017 roku 1. miejsce – 41,5% jego studentów uzyskało najwyższe noty (Firsts) . Pozycję tę Kolegium zachowuje nieprzerwanie od roku 2011 (a w latach 1997-2017, zajmowało 1. miejsce 11 razy). Średnia zajmowana pozycja to 2,0.

### Działalność naukowa
33 członków Trinity College otrzymało Nagrodę Nobla.
| Noblista                  | Dziedzina               | Rok  |
| ------------------------- | ----------------------- | ---- |
| John William Strutt       | Fizyka                  | 1904 |
| Joseph John Thomson       | Fizyka                  | 1906 |
| Ernest Rutherford         | Chemia                  | 1908 |
| William Bragg             | Fizyka                  | 1915 |
| Lawrence Bragg            | Fizyka                  | 1915 |
| Charles Glover Barkla     | Fizyka                  | 1917 |
| Niels Bohr                | Fizyka                  | 1922 |
| Francis Aston             | Chemia                  | 1922 |
| Archibald V. Hill         | Fizjologia lub Medycyna | 1922 |
| Austen Chamberlain        | Nagroda Pokojowa        | 1925 |
| Owen Willans Richardson   | Fizyka                  | 1928 |
| Frederick Hopkins         | Fizjologia lub Medycyna | 1929 |
| Edgar Douglas Adrian      | Fizjologia lub Medycyna | 1932 |
| Henry Dale                | Fizjologia lub Medycyna | 1936 |
| George Paget Thomson      | Fizyka                  | 1937 |
| Bertrand Russell          | Literatura              | 1950 |
| Ernest Walton             | Fizyka                  | 1951 |
| Richard Synge             | Chemia                  | 1952 |
| John Kendrew              | Chemia                  | 1962 |
| Alan Hodgkin              | Fizjologia lub Medycyna | 1963 |
| Andrew Fielding Huxley    | Fizjologia lub Medycyna | 1963 |
| Brian David Josephson     | Fizyka                  | 1973 |
| Martin Ryle               | Fizyka                  | 1974 |
| James Meade               | Ekonomia                | 1977 |
| Piotr Kapica              | Fizyka                  | 1978 |
| Walter Gilbert            | Chemia                  | 1980 |
| Aaron Klug                | Chemia                  | 1982 |
| Subramanyan Chandrasekhar | Fizyka                  | 1983 |
| James Mirrlees            | Ekonomia                | 1996 |
| John Pople                | Chemia                  | 1998 |
| Amartya Sen               | Ekonomia                | 1998 |
| Venkatraman Ramakrishnan  | Chemia                  | 2009 |
| Gregory P. Winter         | Chemia                  | 2018 |

### Sytuacja finansowa
Trinity jest najbogatszym kolegium Uniwersytetu w Cambridge. W roku 2014 wartość jego aktywów wyniosła ok. 1,02 mld funtów. Ok 60% tego majątku stanowiły nieruchomości, a 40% – papiery wartościowe. 3/4 dochodów Kolegium pochodzi z inwestycji i dzierżaw. W roku finansowym 2014-15 około 11% absolwentów wsparło Trinity swoimi darowiznami .
Trinity było w 2015 roku właścicielem terenów o łącznej powierzchni 5396 ha . Na 1376 ha terenu należącego do Kolegium wybudowano największy brytyjski port kontenerowy w Felixstowe . W 1970 roku Trinity College stworzyło pierwsze w Wielkiej Brytanii centrum naukowo-biznesowe – Cambridge Science Park. Centrum to powstało na terenach podarowanych Kolegium jeszcze przez Henryka VIII . W 2009 Trinity nabyło za 24 mln £ londyńską salę koncertową O2 Arena . W roku 2012 kolegium stało się właścicielem 50% akcji sieci handlowej Tesco .
Wydatki Kolegium wyniosły w roku 2014 ponad 43 mln £. W przeliczeniu na jednego studenta Trinity wydaje ok. 12 tys. £ (przy publicznym finansowaniu na poziomie 4,5 tys. £ na studenta). Nagrody i stypendia (scholarships) wynoszą łącznie ok. 4 mln £ rocznie. Koszt utrzymania i odnawiania budynków należących do Kolegium pochłania ok. 20% przychodów Trinity. Kolejne 20% przeznacza Kolegium na wsparcie innych kolegiów oraz całego Uniwersytetu .

### Działalność dobroczynna
W roku 1988 władze Trinity utworzyły Isaac Newton Trust, którego zadaniem jest wspieranie kształcenia i badań naukowych na Uniwersytecie. Fundacja wspierana jest coroczną dotacją Kolegium oraz czerpie dochód z posiadanych aktywów – w roku 2014 łączny przychód wyniósł ok. 8,59 mln £, a wydatki ok. 7,89 mln £, na finansowanie działalności naukowej wydano ok. 3,02 mln £, a na stypendia 5,37 mln £ .
Od roku 1885 Trinity wspiera mieszkańców z obszaru byłej parafii pw. św. Jerzego w dzielnicy Londynu Camberwell – początkowo w formie misji, a od roku 1979 poprzez fundację Trinity in Camberwell. Teren ten należał i nadal należy do najuboższych w kraju. Członkowie i absolwenci Kolegium prowadzą tam centrum komunalne (Trinity College Centre) otwarte w roku 1982 i prowadzące działalność edukacyjną i kulturalną na rzecz wszystkich grup wiekowych. Na terenie parafii studenci Trinity mogą odbywać swoje praktyki wakacyjne .

## Architektura i ważniejsze obiekty

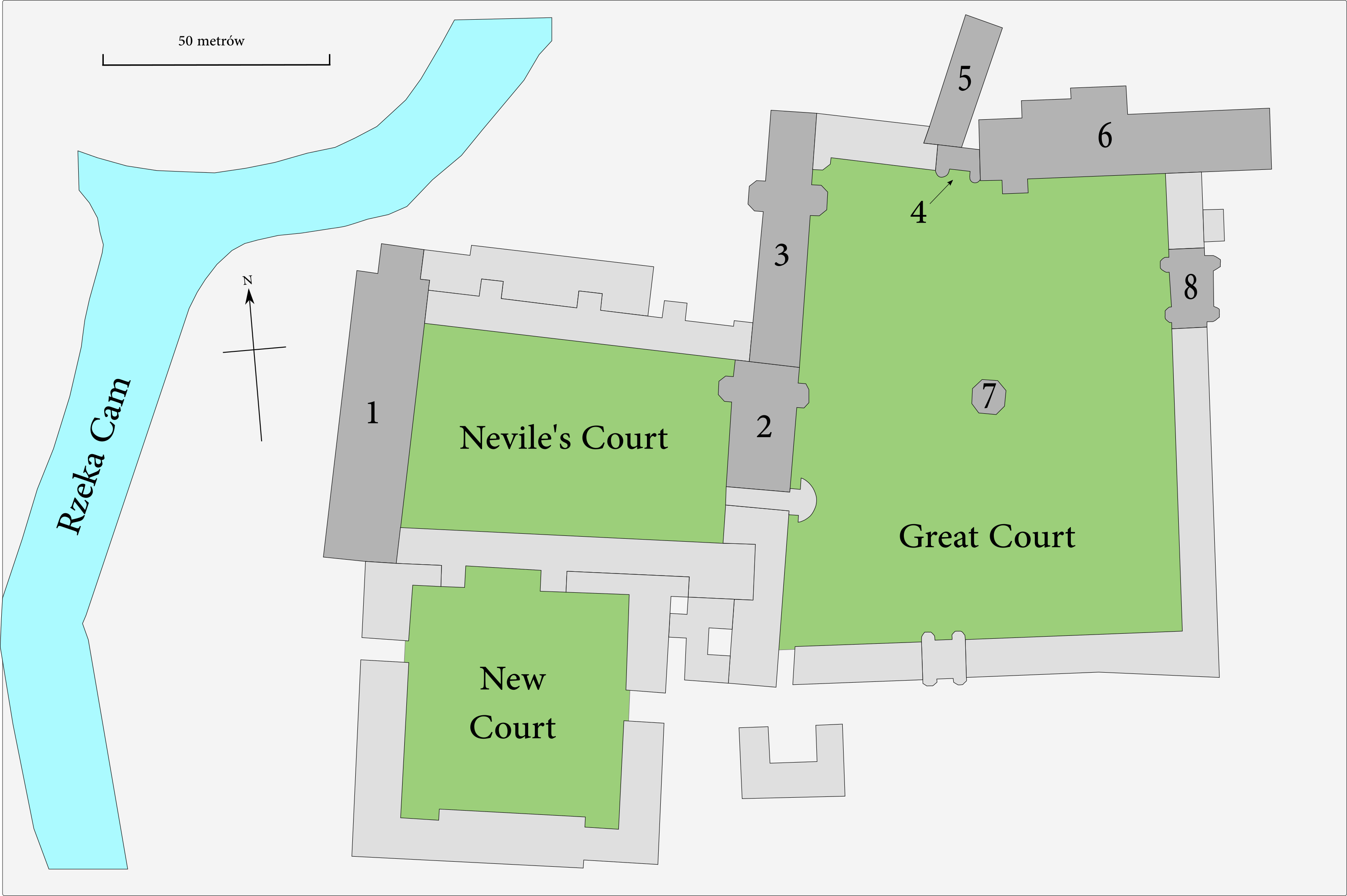
1. Biblioteka Wrena. 2. refektarz. 3. apartamenty dziekana. 4. wieża zegarowa. 5. King’s Hall. 6. kaplica. 7. fontanna. 8. Wielka Brama

Najstarszy budynek, w którym później miało siedzibę Trinity, nie zachował się do dzisiaj. Był to piętrowy, drewniany, kryty słomą dom należący do Roberta de Croylanda. Został on wynajęty przez króla Edwarda II na potrzeby ufundowanego przez siebie kolegium King’s Hall. W roku 1337 budynek został zakupiony przez króla Edwarda III. Zajmował on północną część dzisiejszego Wielkiego Dziedzińca. Główny kompleks budynków obecnego Trinity College znajduje się pomiędzy rzeką Cam na zachodzie, a ulicą Trinity Street na wschodzie. Od północy Kolegium graniczy z zabudowaniami St John’s College, a od południa z Trinity Hall i Gonville and Caius College. Po obydwu stronach Cam na wysokości Kolegium znajdują się należące do niego rozległe tereny zielone (Fellows’ Garden, Fellows’ Bowling Green, Master’s Garden).
Poza główną siedzibą Trinity posiada  jeszcze kilka mniejszych kompleksów budynków: po drugiej stronie ulicy Trinity Street (Whewell's Court i Blue Boar Court), pomiędzy ulicą a główną siedzibą (Angel Court) oraz po drugiej stronie Cam (Burrell's Field).

### Great Court(pol.Wielki Dziedziniec)

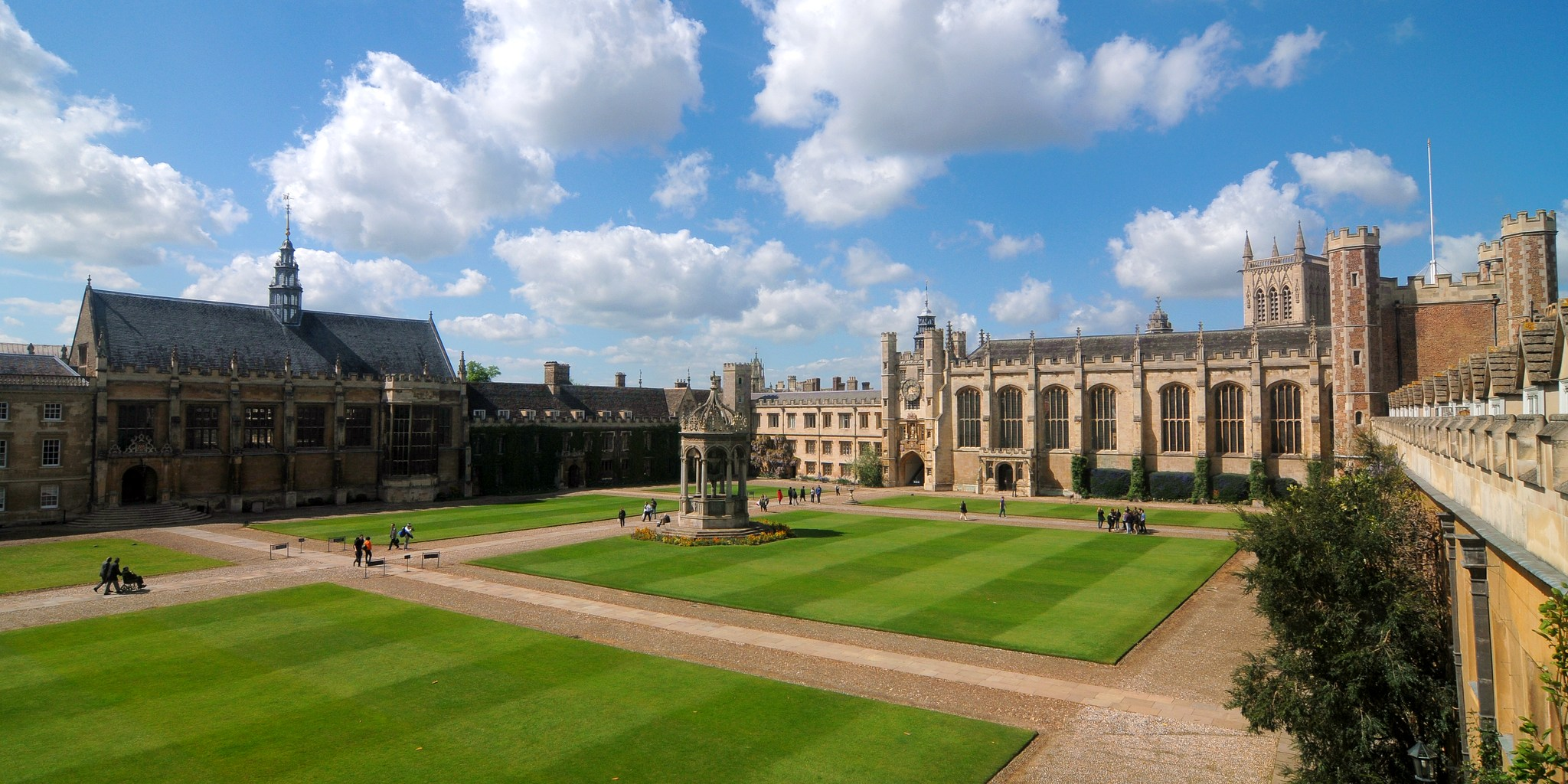
Wielki Dziedziniec. Od lewej: refektarz, apartamenty dziekana (Master’s Lodge), fontanna, wieża zegarowa, kaplica i Wielka Brama

Wielki Dziedziniec został zaprojektowany na początku XVII wieku przez ówczesnego dziekana, Thomasa Nevile’a. Powstał w latach 1595-1605 i jest największym dziedzińcem spośród wszystkich brytyjskich kolegiów . Dziedziniec ma kształt zbliżony do prostokąta, a jego wymiary to 87,5 m (płd.), 105 m (zach.), 78 m (płn.) i 99 m (wsch.). Pokryty jest trawnikiem rozciętym przez trzy chodniki (dwa biegnące z zachodu na wschód i jeden z północy na południe) na sześć połaci. Na środku Dziedzińca umieszczono oktagonalną fontannę. Rurociąg dostarczający wodę do fontanny ułożony został w 1325 i pierwotnie zaopatrywał pobliski klasztor franciszkański.
Dziedziniec otaczają najbardziej znane budowle Trinity: refektarz i apartamenty dziekana od strony zachodniej, wieża zegarowa i kaplica od północy oraz Wielka Brama od wschodu. Północno-zachodni i południowo-wschodni narożniki Dziedzińca ozdobione zostały wieżyczkami. Dostęp do Dziedzińca z zewnątrz umożliwiają dwie bramy: Wielka Brama od strony wschodniej oraz Brama Królowej (ang. Queen’s Gate – nazwa pochodzi od umieszczonej nad nią figury królowej Elżbiety I) od południa.
Co roku w październiku odbywa się bieg wokół Wielkiego Dziedzińca. Zadaniem uczestników jest jego obiegnięcie w czasie, jaki zajmuje zegarowi wybicie godziny dwunastej (24 uderzenia w czasie od 43 do 44½ s – w zależności od czasu, jaki upłynął od jego nakręcenia). Wydarzenie to jest tematem jednej z najważniejszych scen filmu Rydwany ognia .

### Nevile's Court(Dziedziniec Nevila)

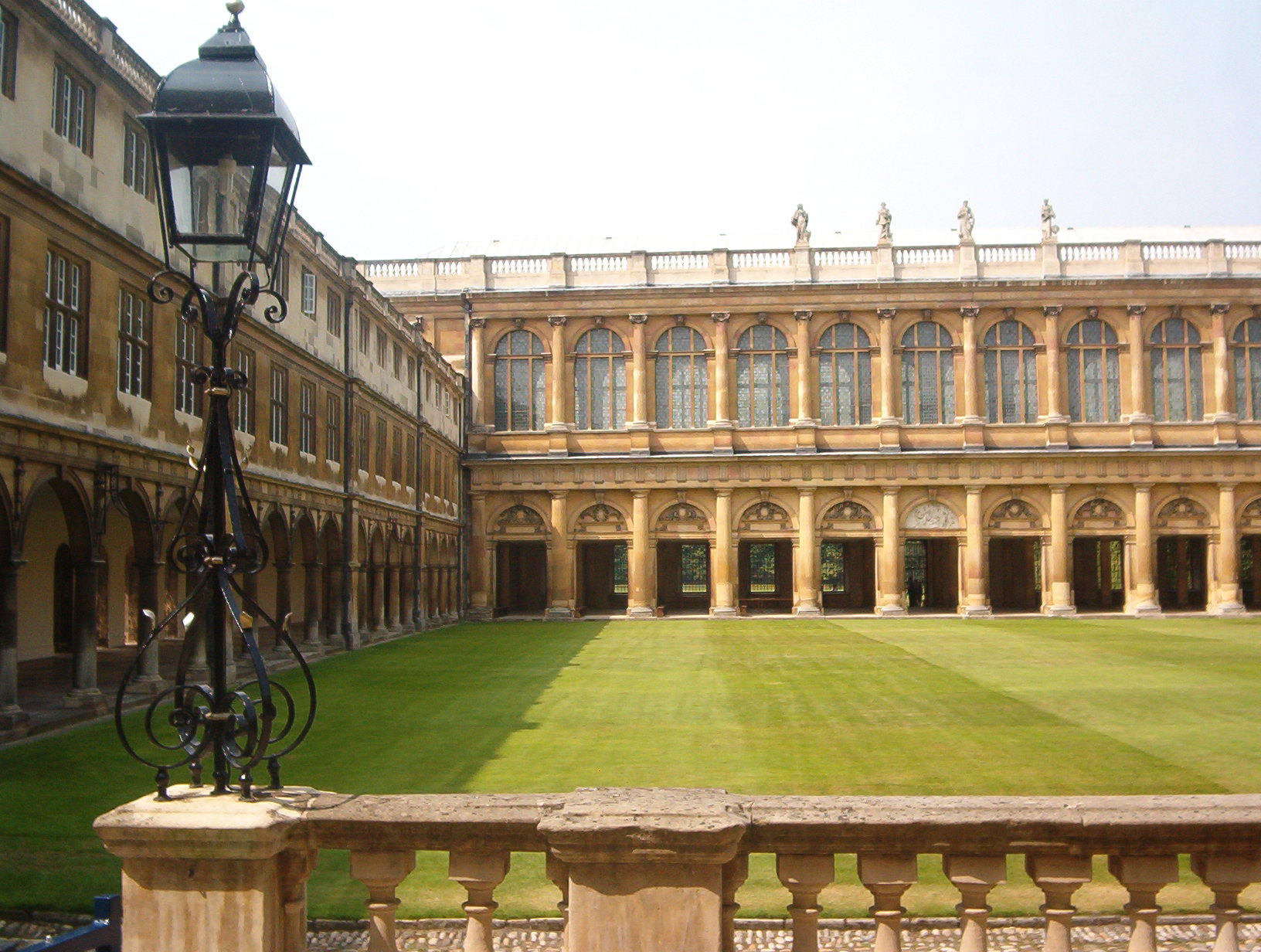
Dziedziniec Nevile’a – widok strony zachodniej z Biblioteką Wrena na piętrze

Dziedziniec ten, którego nazwa upamiętnia fundatora i projektanta – Thomasa Nevile’a – powstał w latach 1605-1612 . Ma kształt prostokąta o długości boków ok. 70 m (w kierunku północ-południe) i 45 m (wschód-zachód). Pokryty murawą dziedziniec otaczają z trzech stron krużganki z kolumnadami, przy czym na piętrze zachodniego krużganka mieści się Biblioteka Wrena (zbudowana później niż reszta Dziedzińca, co wiązało się z koniecznością wydłużenia krużganków – w latach 1676 i 1681 – oraz przeniesienia w nowe miejsce istniejącej tam wcześniej bramy), a na piętrach pozostałych dwóch – mieszkania studentów. Rolą krużganków było zapewnienie członkom Kolegium miejsca na spacery w deszczowe dni, a później także wygodnego dojścia do biblioteki. Balustrady na dachach krużganków wybudowane zostały w roku 1756 zastępując wcześniejsze szczyty. Wschodnie ograniczenie Dziedzińca Nevile’a stanowi Refektarz; wzdłuż jego ściany wybudowano w 1682 taras z balustradą i schodami, nawiązanie do klasycznego Rostrum. Istnieją domniemania, że architektem, który je zaprojektował mógł być Christopher Wren.
Północny krużganek cechuje głośne echo. Wykorzystał to Isaac Newton prowadząc badania nad szybkością rozchodzenia się dźwięku. W roku 1892 na tyłach północnego krużganka dobudowano pomieszczenia dla biblioteki Kolegium.

### New Court(Nowy Dziedziniec)

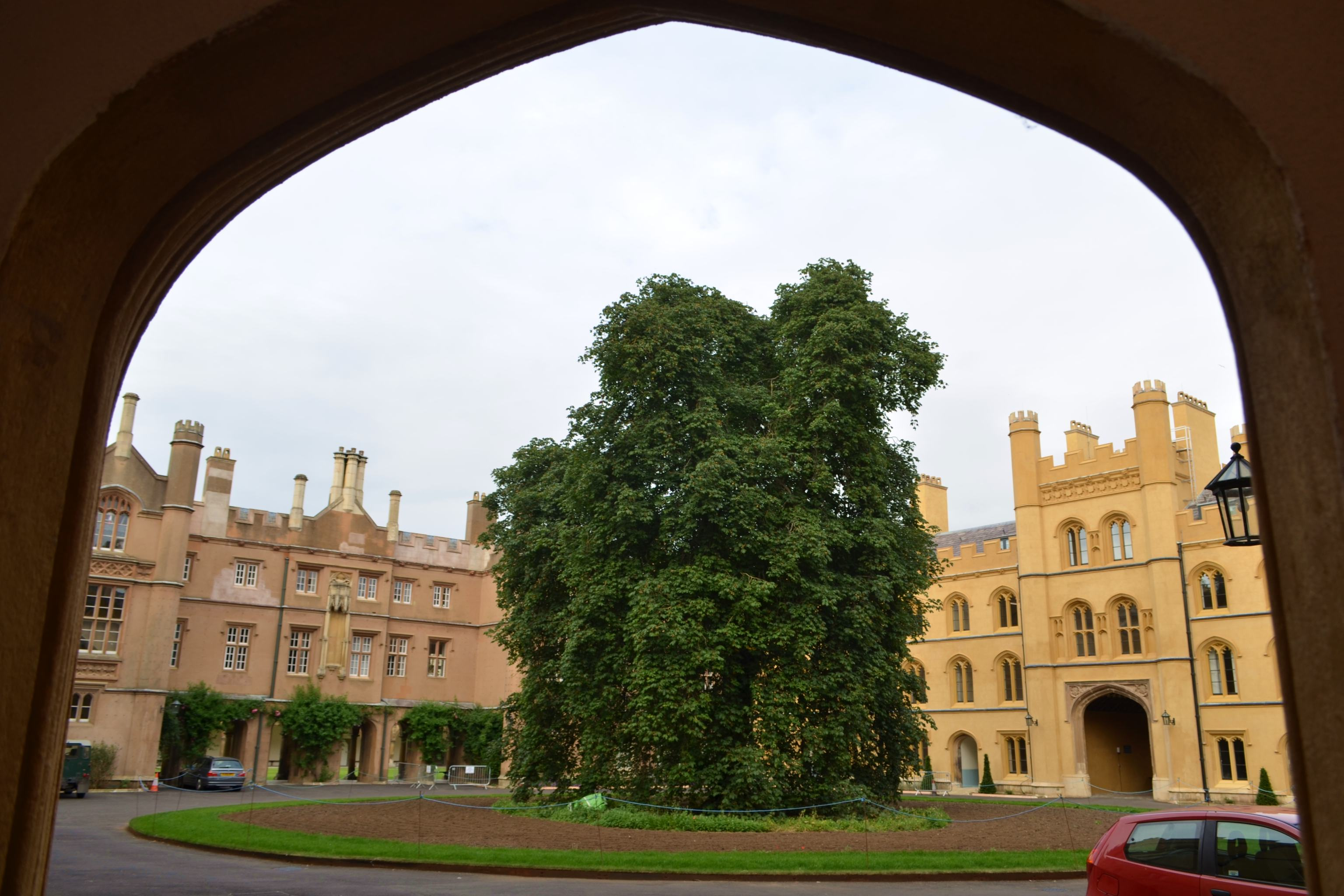
Nowy Dziedziniec. Po lewej przejście na Dziedziniec Nevile’a przez południowy krużganek, po prawej Brama Wschodnia.

Nowy Dziedziniec, najmniejszy z trzech dziedzińców głównego kompleksu Kolegium (49 m na 46 m), został ufundowany w roku 1823 przez króla Jerzego IV, dlatego nazywany był również King’s Court. Architektem był William Wilkins, a budowa utrzymanego w stylu neogotyckim kompleksu trwała 3 lata. Pełni on przede wszystkim funkcję mieszkalną. Cechami wyróżniającymi Nowy Dziedziniec są zajmujący jego środek rozłożysty kasztanowiec oraz okrągły kształt trawnika.
Z dwóch bram Dziedzińca wschodnia prowadzi do miasta (przez ulicę Trinity Lane), zachodnia zaś na most nad rzeką Cam. Krótki odcinek Trinity Lane przebiega przez teren Kolegium, oddzielony od dalszej części ulicy Bramą Nevile’a. Wzniesiono przy nim w 1669 roku wolnostojący, piętrowy budynek mieszkalny – Bishop’s Hostel.

### Great Gate(Wielka Brama)

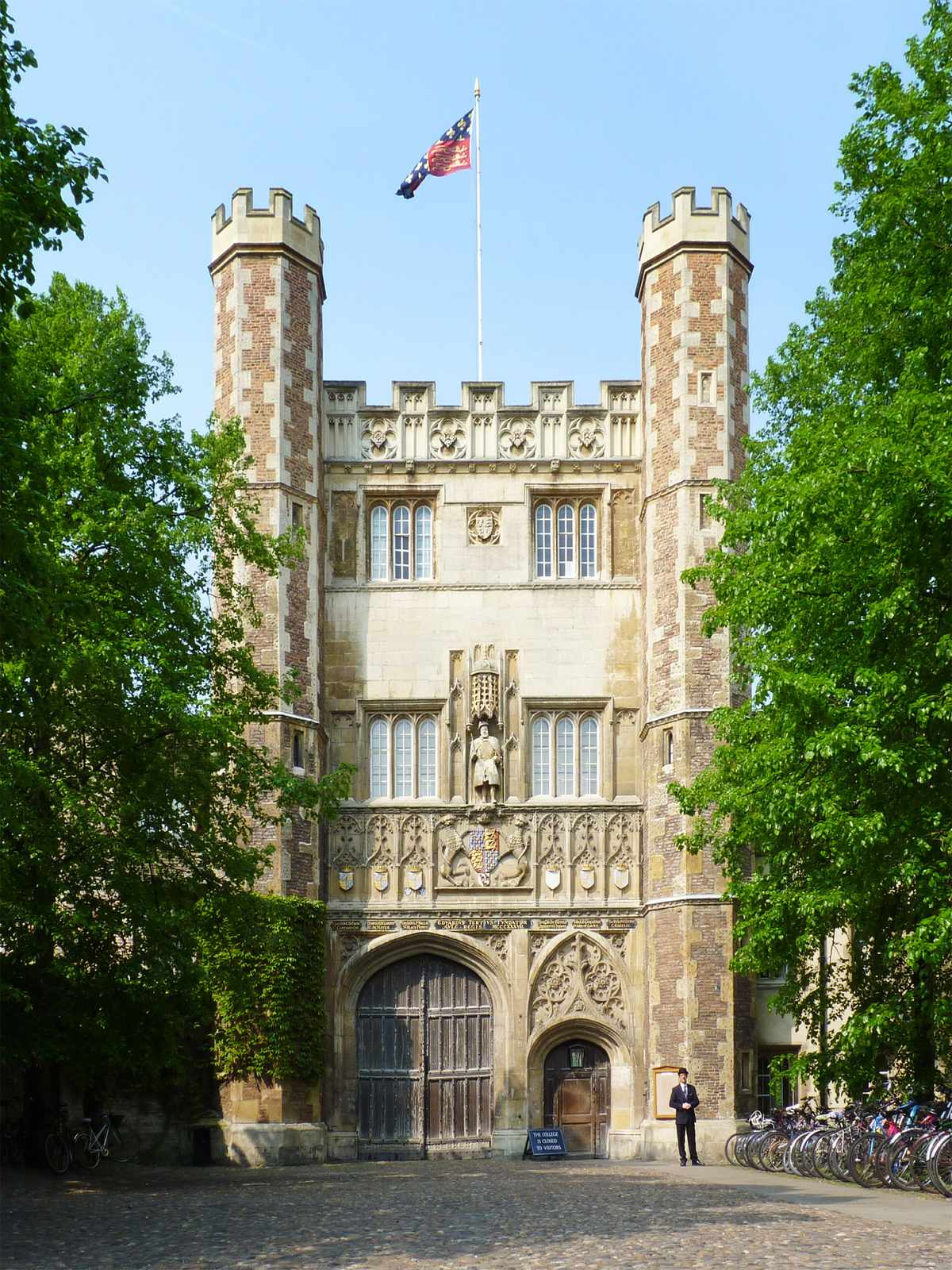
Wielka Brama z posągiem Henryka VIII (przy drzwiach po prawej stoi porter czyli woźny)

Budowę Wielkiej Bramy rozpoczęto w roku 1490, a przez wiele następnych lat dobudowywano kolejne jej piętra i dodawano zdobienia. Prowadziła ona początkowo do kompleksu King’s Hall, a nie, jak dzisiaj, na Wielki Dziedziniec, od którego jest starsza.
Poniżej posągu króla Henryka VIII znajduje się tarcza herbowa trzymana przez dwa lwy, a pod nią łaciński napis „Eduardus Tertius Fundator Aule Regis. MCCCXXXVII” (pol. Edward Trzeci założyciel Auli Królewskiej. 1337). Może to być mylące: herb nie należy do Henryka VIII, ale do Edwarda III, o którym mówi napis. Sam napis przypisuje z kolei błędnie Edwardowi III utworzenie kolegium King’s Hall (łac. Aula Regis) – w rzeczywistości założycielem był w roku 1317 jego ojciec, Edward II,  i to jego w średniowiecznym Uniwersytecie uważano za założyciela . Edward III w 1337 roku wydał jedynie formalny akt utworzenia Kolegium i znacznie je wspomógł finansowo. Po przeciwnej, zwróconej w stronę Wielkiego Dziedzińca, stronie Bramy umieszczono w roku 1615 figury króla Jakuba I, jego żony Anny Duńskiej oraz syna Karola. Upamiętniają one wizytę królewskiej rodziny w Kolegium, od czasu której przyjął się zwyczaj nocowania królów odwiedzających Cambridge w sypialni Master’s Lodge.
Przez pewien czas na szczycie Bramy mieściło się obserwatorium astronomiczne stworzone przez Bentleya dla Rogera Cotesa po uzyskaniu przez niego stanowiska Plumian Professor of Astronomy. Było to w tym czasie jedyne obserwatorium w Cambridge. Zostało ono zlikwidowane w roku 1797.
W XIX wieku trzymane przez posąg Henryka VIII w prawym ręku berło (lub miecz) zostało podmienione przez studentów-żartownisiów na nogę od stołu. Władze Kolegium nie przywróciły stanu uprzedniego, ale nie akceptują też kolejnych zmian autorstwa dowcipnisiów wkładających różne przedmioty w rękę króla (np. pompkę rowerową).
Na trawniku po prawej stronie Bramy, gdzie w drugiej połowie XVII wieku swój ogród miał Isaac Newton, zasadzono w roku 1954 jabłoń z nasienia pochodzącego od jabłoni rosnącej przy jego domu rodzinnym.

### Chapel(Kaplica)

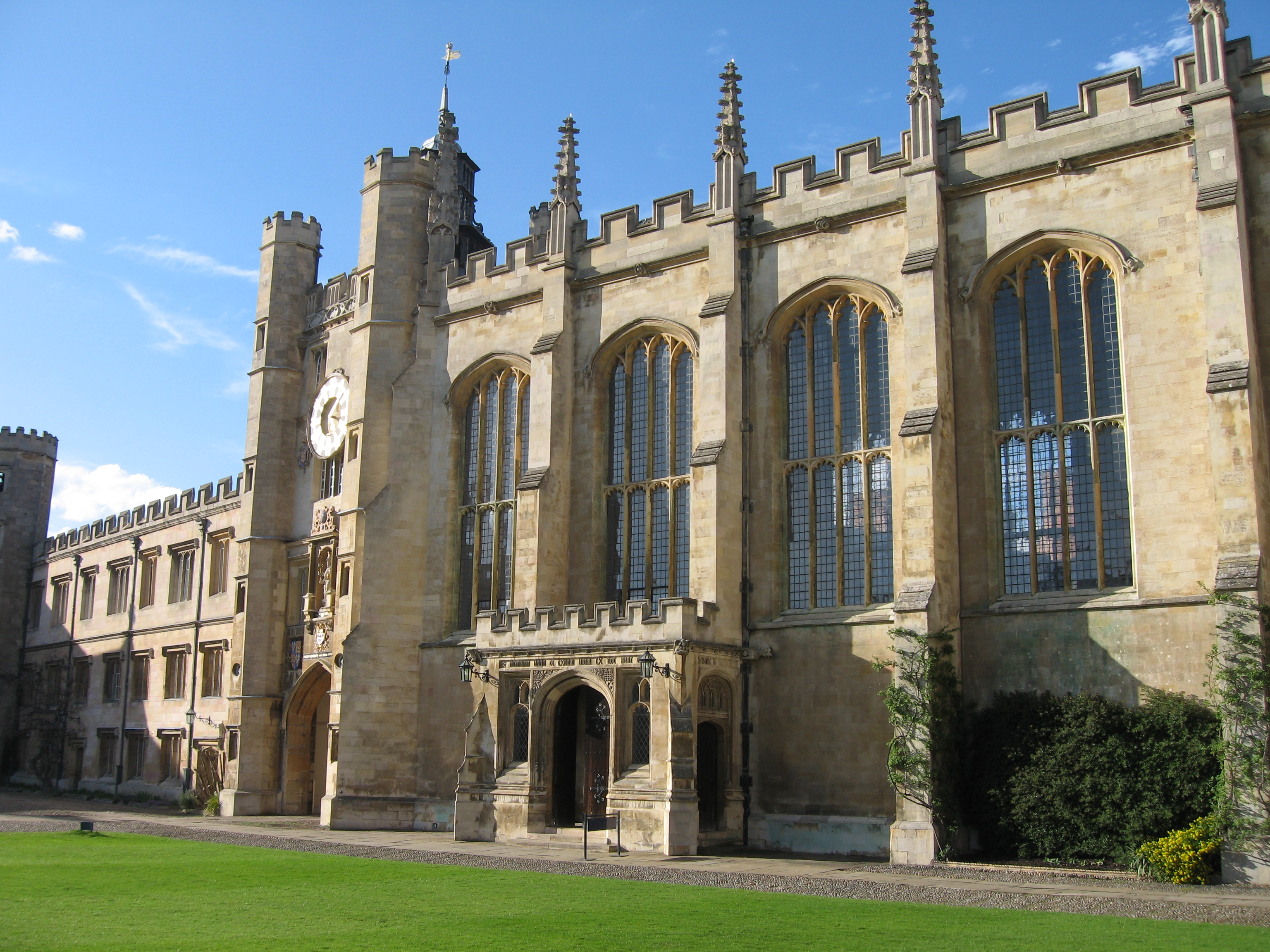
Kaplica kolegium – widok od strony Wielkiego Dziedzińca.

Kaplicę kolegium wzniesiono na miejscu wcześniejszej kaplicy King’s Hall w stylu gotyku tudoriańskiego. Budowę rozpoczęto za panowania Marii I (1553–1558), a ukończono na początku rządów jej następczyni – Elżbiety I. Kaplica mierzy ok. 62 m długości, ponad 10 m szerokości i ponad 13 m wysokości.
Wystrój kaplicy: drewniane wykończenia, organy,  stalle, panele ścienne i baldachim nad ołtarzem, pochodzi z czasów Bentleya (1700-1742). Witraże okienne wykonano za panowania królowej Wiktorii (1837–1901). Przedsionek oddziela od głównej nawy ściana z zamontowanymi na niej organami. Nad ołtarzem zawieszony jest obraz Benjamina Westa z roku 1768 przedstawiający walkę św. Michała ze smokiem.
W przedsionku kaplicy znajduje się 6 posągów słynnych postaci związanych z Trinity College: Isaaca Newtona, lorda Macaulaya, Alfreda Tennysona, Williama Whewella, Francisa Bacona i Issaca Barrowa.
Na wschodnim krańcu kaplicy, po obydwu stronach ołtarza, umieszczono na panelach z drewna dębowego nazwiska 619 członków kolegium poległych podczas I wojny światowej. Poświęcona jest im dedykacja będąca łacińskim cytatem z Listu do Hebrajczyków: „Iuxta fidem defuncti sunt omnes isti non acceptis repromissionibus sed a longe eas aspicientes et salutantes et confitentes quia peregrini et hospites sunt supra terram” (pol. W wierze pomarli oni wszyscy, nie osiągnąwszy tego, co im przyrzeczono, lecz patrzyli na to z daleka i pozdrawiali, uznawszy siebie za gości i pielgrzymów na tej ziemi.). Na zachodniej ścianie przedsionka kaplicy wyryto nazwiska 384 studentów, absolwentów i wykładowców Trinity, którzy polegli w czasie II wojny światowej. Ponad nimi umieszczono łaciński cytat z 1. Księgi Samuela (1 Sm 25, 16): „Pro muro erant nobis tam in nocte quam in die” (pol. Byli nam murem ochronnym tak w nocy, jak i w dzień) .

### Wren Library(Biblioteka Wrena)

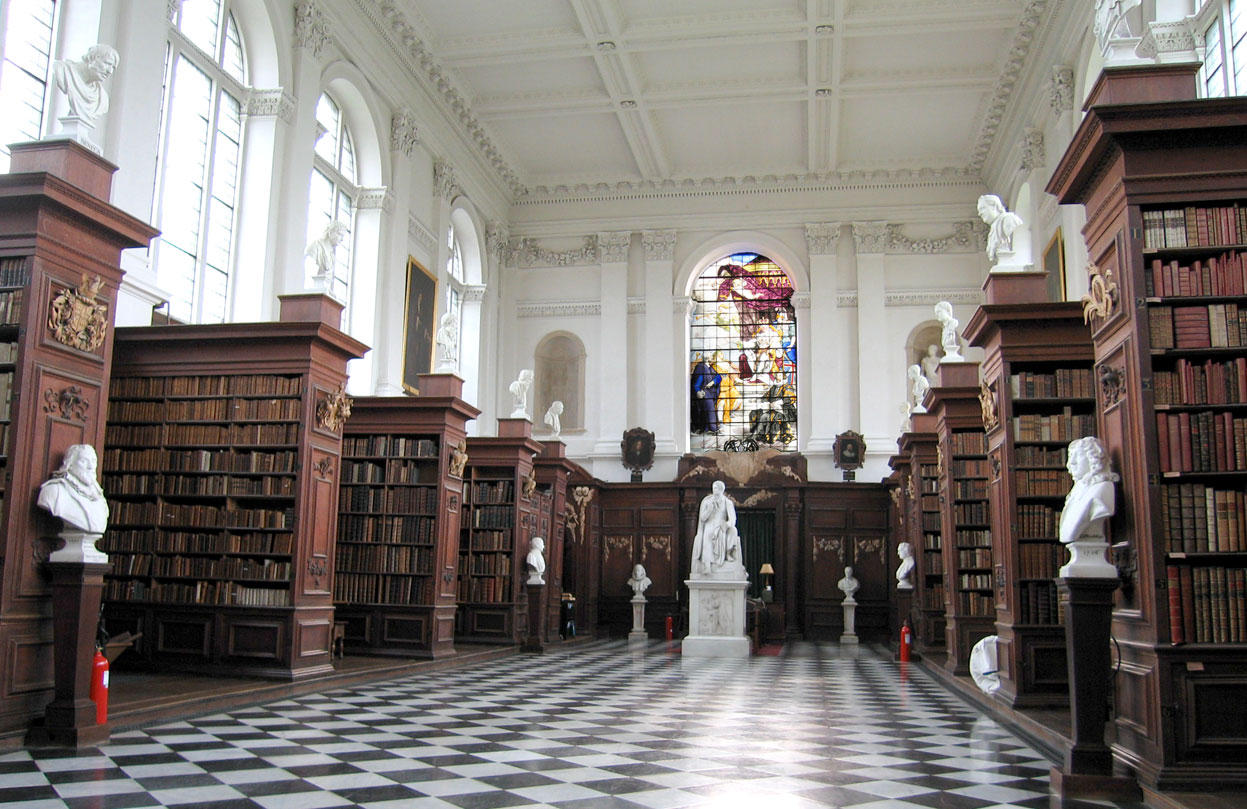
Biblioteka Wrena

Zaprojektowana przez Christophera Wrena biblioteka ukończona została w roku 1795. Budynek biblioteki umieszczono na kolumnadzie zamykającej od zachodu Dziedziniec Nevile’a. Chociaż może się wydawać, że wysokość biblioteki odpowiada wysokości kolumnady, w istocie jej podłoga leży znacznie poniżej optycznej linii podziału pięter, dzięki czemu uzyskano bardzo przestronne wnętrze. Na balustradzie wieńczącej wschodnią ścianę budynku umieszczono 4 posągi autorstwa Caiusa Gabriela Cibbera personifikujące Teologię, Prawo, Medycynę i Matematykę.
Wren zaprojektował nie tylko sam budynek, ale i jego wnętrze oraz wyposażenie – łącznie z półkami na książki. Wnętrze biblioteki stanowi jedno ogromne pomieszczenie. Wykonane z drewna i ustawione prostopadle do ścian regały na książki ozdobione zostały przez rzeźbiarza Grinlinga Gibbonsa ornamentami i herbami najhojniejszych darczyńców Biblioteki – wielkość darowizn sięgnęła niemal 12 000 funtów  (porównując siłę nabywczą, odpowiada to ok. 1 600 000 dzisiejszych funtów ). Przy regałach ustawiono marmurowe popiersia słynnych pisarzy. W sali biblioteki znajduje się też naturalnej wielkości posąg lorda Byrona autorstwa Bertela Thorvaldsena.
Biblioteka Wrena zgromadziła wiele cennych rękopisów i starodruków. Posiada około 1250 średniowiecznych rękopisów europejskich (m.in. Psałterz Eadwina i Aleksandreidę z XIII w. oraz rękopis Widzenia o Piotrze Oraczu z XIV w.), ponad 750 inkunabułów, rękopisy dzieł autorów nowożytnych (m.in. Johna Miltona, Bertranda Russella, Ludwiga Wittgensteina, a także rękopis Kubusia Puchatka A.A.Milne’a). W Bibliotece znajdują się też pierwodruki dzieł Williama Szekspira oraz notatnik Isaaca Newtona.

### Hall(Refektarz)

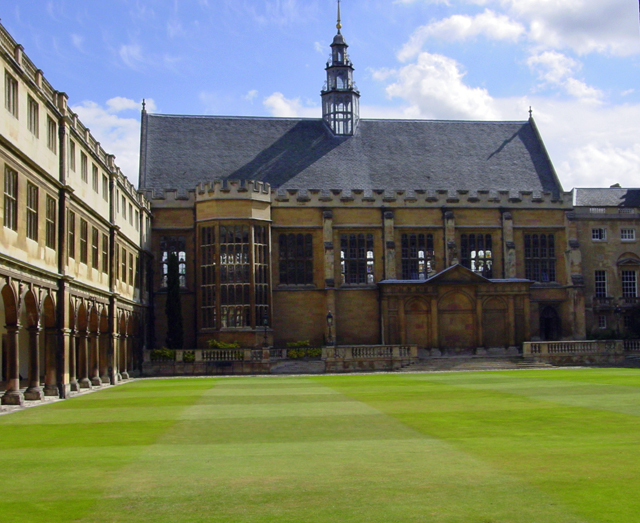
Refektarz – ściana zachodnia (od strony Nevile's Court). Widoczny poligonalny wykusz i latarnia na dachu.

Refektarz wybudowany został w roku 1604 jako element zaprojektowanego przez Thomasa Nevile’a Wielkiego Dziedzińca, który zamykał od strony zachodniej. Stał się on też jednocześnie wschodnią granicą wybudowanego później Dziedzińca Nevile’a. Refektarz mierzy 30,5 m długości, 12 m szerokości i 15 m wysokości. Po obu stronach północnej części budynku znajdują się poligonalne wykusze. Na dachu umieszczono latarnię doświetlającą wnętrze. Od strony Wielkiego Dziedzińca do Refektarza prowadzą schody. Od południa do budynku przylega kuchnia zajmująca miejsce dawnego budynku kolegium Michaelhouse. Od północy refektarz sąsiaduje z Master’s Lodge.

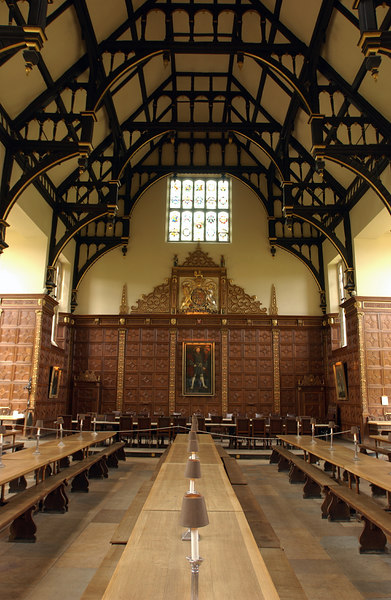
Wnętrze Refektarza – widok na północ

Charakterystyczną cechą wnętrza budynku są umieszczone pod jego stropem drewniane krokwie zdobione ażurowymi, piętrowymi łukami. Ściany refektarza wyłożono drewnianymi panelami; zawieszono na nich portrety dziekanów i wybitnych postaci z historii kolegium. W północnej części pomieszczenia znajduje się podwyższenie, na którym ustawione są stoły dla wykładowców (High Table). Na północnej ścianie, nad High Table, zawieszono portret Henryka VIII. Od strony południowej, nad wejściem do sali Refektarza, znajduje się galeria dla muzyków i chóru. Okna Refektarza zdobią witraże przedstawiające wizerunki i herby osób zasłużonych dla Kolegium.

### Clock Tower(Wieża zegarowa)

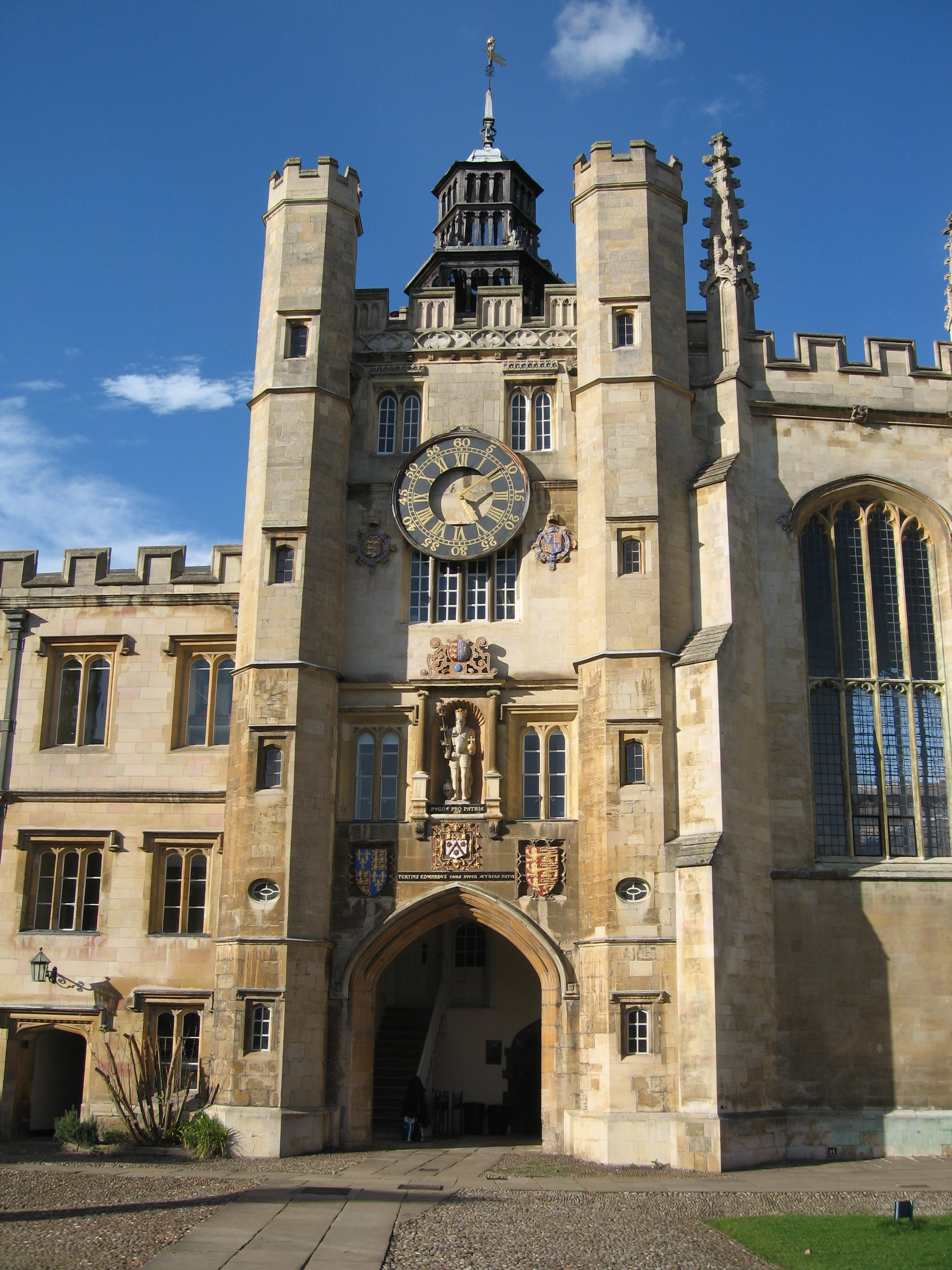
Wieża zegarowa

Wieża zegarowa, nazywana też Bramą Edwarda III (Edward III Gateway) ze względu na zdobiący ją posąg tego króla, została wybudowana w roku 1437. Wzniesiono ją w miejscu, gdzie dziś znajduje się zegar słoneczny, jednak w roku 1600 została rozebrana  i przesunięta o około 30 metrów do swojej obecnej lokalizacji.
Zegar wybija każdą godzinę dwukrotnie: najpierw tonami wyższymi, następnie niższymi. Na najstarszym z trzech dzwonów zegara umieszczono łacińską inskrypcję: „Trinitas in unitate resonat. 1610. Ricardus Hold Feld me fecit” (Trójca rozbrzmiewa w jedności. 1610. Wykonał mnie Richard Holdfield). Zegar na wieży był dwukrotnie wymieniany: po raz pierwszy w roku 1726 (oryginalny mechanizm zegarowy znajduje się dziś na wieży kościoła pw. św. Andrzeja w Orwell) i po raz drugi w roku 1910. Mechanizm obecnego zegara zaprojektowany został przez lorda Grimthorpe, twórcę Big Bena, i jest bardzo podobny do słynnego pierwowzoru. W celu odstraszania gołębi zanieczyszczających zegar, raz w tygodniu Wielki Dziedziniec oblatywany jest przez jastrzębia .
Pod zegarem w niszy znajduje się posąg króla Edwarda III z umieszczoną poniżej łacińską dewizą: „Pugna pro Patria” (pol. Walcz za swój kraj) i datą 1337 – rokiem wydania aktu utworzenia King’s Hall.

## Dziekani Trinity College
| Rok objęcia urzędu | Master                    | Powołujący na urząd |
| ------------------ | ------------------------- | ------------------- |
| 1546               | John Redman               | Henryk VIII         |
| 1551               | William Bill              | Edward VI           |
| 1553               | John Christopherson       | Maria I             |
| 1558               | William Bill (ponownie)   | Elżbieta I          |
| 1561               | Robert Beaumont           | Elżbieta I          |
| 1567               | John Whitgift             | Elżbieta I          |
| 1577               | John Still                | Elżbieta I          |
| 1593               | Thomas Nevile             | Elżbieta I          |
| 1615               | John Richardson           | Jakub I             |
| 1625               | Leonard Mawe              | Karol I             |
| 1629               | Samuel Brooke             | Karol I             |
| 1631               | Thomas Comber             | Karol I             |
| 1645               | Thomas Hill               | Parlament           |
| 1653               | John Arrowsmith           |                     |
| 1659               | John Wilkins              | Richard Cromwell    |
| 1660               | Henry Ferne               | Karol II            |
| 1662               | John Pearson              | Karol II            |
| 1672               | Isaac Barrow              | Karol II            |
| 1677               | John North                | Karol II            |
| 1683               | John Montagu              | Jakub II            |
| 1700               | Richard Bentley           | Wilhelm III         |
| 1742               | Robert Smith              | Jerzy II            |
| 1768               | John Hinchliffe           | Jerzy III           |
| 1789               | Thomas Postlethwaite      | Jerzy III           |
| 1798               | William Lort Mansel       | Jerzy III           |
| 1820               | Christopher Wordsworth    | Jerzy IV            |
| 1841               | William Whewell           | Wiktoria            |
| 1866               | William Hepworth Thomson  | Wiktoria            |
| 1886               | Montagu Butler            | Wiktoria            |
| 1918               | Joseph John Thomson       | Jerzy V             |
| 1940               | George Macaulay Trevelyan | Jerzy VI            |
| 1951               | Edgar Douglas Adrian      | Jerzy VI            |
| 1965               | Rab Butler                | Elżbieta II         |
| 1978               | Alan Lloyd Hodgkin        | Elżbieta II         |
| 1984               | Andrew Fielding Huxley    | Elżbieta II         |
| 1990               | Michael Atiyah            | Elżbieta II         |
| 1998               | Amartya Sen               | Elżbieta II         |
| 2004               | Martin Rees               | Elżbieta II         |
| 2012               | Gregory Winter            | Elżbieta II         |

## Trinity College w literaturze[46]
Niektóre ze wzmianek o Trinity College w literaturze:
- Geoffrey Chaucer w trzeciej spośród Opowieści kanterberyjskich – Opowieści włodarza (ang. The ReEve’s Tale) – wspomina o King’s Hall, jednym z dwóch kolegiów, z połączenia których powstało Trinity[47].
- W liście do Elizabeth Pigot z 26 października 1807 roku lord Byron pisze, że kupił sobie niedźwiedzia w charakterze zwierzęcia domowego[v].
- William Wordsworth w Preludium (1798-1805) wspomina o zegarze i posągu Newtona.
- Alfred Tennyson wspomina swoje studia w Trinity w poemacie In Memoriam A.H. H. (1849).
- Główny bohater noweli historycznej The History of Henry Esmond (1852) Williama Makepeace’a Thackeraya studiuje w Trinity.
- Thomas Babington Macaulay wspomina w Report on the Indian Civil Service (1854), że uzyskanie posady wykładowcy w Trinity wymagało zachowania celibatu.
- Zmarły ojciec bohaterki noweli George’a du Mauriera Trilby (1894) był wykładowcą Trinity.
- Podmiot liryczny poematu Rudyarda Kiplinga The „Mary Gloster” (1896) wyraża żal z powodu posłania syna na studia w Trinity.
- W eseju A Room of One’s Own (1929) Virginia Woolf dwukrotnie wspomina o Trinity College.
- W poemacie A University Poem (1926) Vladimir Nabokov opisuje swoje wrażenia z jadalni kolegium. W swojej autobiografii, Speak, Memory (1951), twierdzi, że w trakcie swoich studiów w Trinity nigdy nie odwiedził biblioteki kolegium.
- jeden z bohaterów noweli P.G. Wodehouse’a Money for Nothing (1928) nie skorzystał z możliwości studiowania w Trinity.
- jeden z bohaterów opowiadania kryminalnego Dorothy L. Sayers Murder Must Advertise (1938; pol. Zbrodnia wymaga reklamy) jest absolwentem Trinity.
- W pierwszej części („The Sword in the Stone”, 1938) swojej noweli fantastycznej The Once and Future King Terence Hanbury White wspomina o podpisanych przez dziekana Trinity maszynowych kopiach manuskryptów. Jedna z postaci innej jego noweli, Mistress Masham's Repose (1946), marzy o tym, że zostanie wspomniana podczas wykładu przez dziekana Trinity.
- W 1. tomie swojej Autobiografii (1967) Bertrand Russell bardzo krytycznie ocenia poziom wykładowców Trinity.
- W wierszu A Ballad of the Investiture 1969 (1974) John Betjeman opisuje Wielki Dziedziniec.
- P.D. James w opowiadaniu kryminalnym The Murder Room (2003) wspomina o fontannie z Wielkiego Dziedzińca Trinity.
- Bohater dramatu The History Boys (2004) Alana Bennetta wspomina, jak przechodził przez Wielki Dziedziniec Trinity, i stwierdza, że wszystkie miasta powinny być takie jak Cambridge.